# 閻惠昌
閻惠昌，SBS（1954年—），陕西合阳人，中国指揮家、作曲家。現任香港中樂團藝術總監兼首席指揮、臺灣國樂團藝術總監、上海音樂學院特聘教授、碩士生導師，四川音樂學院、廣州星海音樂學院等大學客座教授。曾任中央民族樂團首席指揮、中國音樂學院客座指揮教授、台灣高雄市實驗國樂團駐團客席指揮。2019年7月獲頒銀紫荊星章。
妻子為古箏演奏家熊岳。兩人育有一女，為女歌手閻奕格。

## 生平
1972年，18岁考入西安音乐学院附中。畢業后，在陝西省藝術學院戲曲系擔任樂隊教研室主任兼指揮。
1983年從上海音樂學院作曲指揮系畢業，进入北京中央民族乐团擔任首席指挥。1987年獲評中國一級指揮職稱。1993年9月受聘擔任新加坡風格公司古典音樂製作部音樂總監。1995年至1997年出任台灣高雄市實驗國樂團駐團客席指揮。1997年6月1日起獲香港市政局委任為香港中樂團音樂總監，帶領香港中樂團從英國管治時期過渡到香港特別行政區時期。2001年完成香港中樂團公司化的轉型改革。2003年10月1日起職稱改為藝術總監兼首席指揮，直到現在。現兼任中國民族管弦樂學會常任理事等職。
2001年獲新加坡国家艺术理事会頒發「文化獎」。2004年獲香港特別行政區政府頒授「銅紫荊星章」，並於2019年獲頒授「銀紫荊星章」表揚他多年來致力推動香港的文化藝術發展，尤其在推廣中國管弦音樂方面，不遺餘力，貢獻甚豐。
曾多次應邀到台灣指揮及錄製音樂光盤，在香港和中國內地也有許多錄音作品。他指揮的大型佛教音樂作品《如來世家》與《二胡現代作品集》分別獲得1991年、1992年台灣「唱片金鼎獎」。2010年他榮獲中國文藝協會頒發的中國文藝獎章海外文藝獎。2018年以臺灣國樂團發行的專輯《傾聽 臺灣土地的聲音風景》，榮獲第29屆金曲獎傳統暨藝術音樂類「最佳詮釋獎指揮或其他類」。
2020年5月尾，他曾參與支持香港國家安全法的聯署。（不過，文藝界有關聯署其後被指造假，張寶華、蔣志光、徐熙媛、李巧靈矢口否認參與有關造假聯署，陳汝騫於2019年離世。

## 外部連結
- 閻惠昌 - 微博  （页面存档备份，存于）
- 【人物】香港中樂團一哥 閻惠昌無盡音樂思考   （页面存档备份，存于）
- YouTube上的李民雄《龙腾虎跃》重新大钹领奏版本_Part 01

| 前任： 首任   | 香港中樂團藝術總監兼首席指揮 2003年— | 繼任： 現任     |
| 前任： 石信之 | 香港中樂團音樂總監 1997年—2003年     | 繼任： 最后一任 |
| 前任： 關迺忠 | 高雄市國樂團駐團指揮 1995年—1997年   | 繼任： 黃曉飛   |
| 前任： 蘇文慶 | 臺灣國樂團首席客席指揮 2013年—       | 繼任： 現任     |